# Гаврилюк Іван Климентійович
Іва́н Климе́нтійович Гаврилю́к (нар. 26 вересня (9 жовтня) 1904, Лозова, Російська імперія — 16 червня 1981, Шаргородський район, Вінницька область, Українська РСР, СРСР) — повний кавалер ордена Слави (1958).

## Біографія
Народився 26 вересня 1904 року в селі Лозова (тепер Шаргородського району Вінницької області) в селянській родині. Українець. Отримав початкову освіту. Працював у колгоспі. З липня 1941 року перебував на окупованій території.
У Червоній Армії з березня 1944 року. Воював на 2-му Українському фронті у складі моторизованого батальйону 233-й танкової бригади 5-го механізованого корпусу 6-ї танкової армії. У вересні його частина була перейменована в 46-ту гвардійську танкову бригаду.
20 березня 1945 на території Угорщини закидав гранатами артилерійську обслугу і захопив ворожу гармату. Того ж дня, у селищі Теш, знищив близько десяти ворожих вояків, полонив офіцера і п'ятьох солдатів. 18 квітня 1945 року гвардії червоноармієць Іван Гаврилюк нагороджений орденом Слави 3-го ступеня.
У квітні 1945 року брав участь у боях за місто Брно. В районі населеного пункту Сокольніце Гаврилюк, удвох з товаришем, знищили мінометну обслугу. З захопленого міномета вели вогонь по ворогу, доки не скінчилися боєприпаси. 21 травня 1945 року, вдруге, нагороджений орденом Слави 3-го ступеня. Війну з Німеччиною завершив у Празі.
Влітку 1945 року 6-а гвардійська танкова армія була передислокована в Монголію. У ході Хінгано-Мукденської операції вийшла на Центрально-Маньчжурську рівнину і успішним наступом на Мукден забезпечила розчленовування головного угруповання Квантунської армії. У цих боях знову відзначився Іван Гаврилюк. 22 серпня 1945 року, при взятті міста Порт-Артур, разом з трьома червоноармійцями, захопив склад зброї та боєприпасів, що постачав весь японський гарнізон японців. 24 вересня 1945 року нагороджений третім орденом Слави 3-го ступеня.
У 1945 році червоноармієць Іван Гаврилюк був демобілізований. Повернувся на батьківщину. Працював у тракторній бригаді колгоспу «Прогрес». Указом Президії Верховної Ради СРСР від 27 лютого 1958 року два ордени Слави 3-го ступеня були відповідно замінені орденами Слави 2-го і 1-го ступенів. Помер 16 червня 1981 року.